# Arvi Ahmavaara

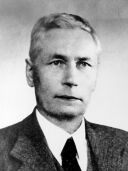
Arvi Ahmavaara

Kaarlo Arvi Eliel Ahmavaara (Geburtsname: Kaarlo Arvi Eliel Aulin; * 13. August 1886 in Ii; † 25. Oktober 1957 in Oulu) war ein finnischer Politiker der Nationalen Sammlungspartei (Kok), der unter anderem zwischen 1929 und 1930 sowie erneut 1945 bis 1954 Mitglied des Reichstages und zwischen 1937 und 1938 Justizminister war.

## Leben
Ahmavaari, Sohn des Bankdirektors und Reichstagsabgeordneten Pekka Ahmavaara und dessen erster Ehefrau Anna Maria Mustonen, legte 1906 wie sein Vater den bisherigen Familiennamen Aulin ab und nahm wie dieser den neuen Familiennamen Ahmavaara an. 1906 begann er zunächst ein Studium der Philosophie, das er 1910 als Filosofian kandidaatti abschloss. Ein darauf folgendes postgraduales Studium der Rechtswissenschaften an der Universität Helsinki schloss er 1912 mit dem juristischen Examen (Oikeustutkinto) ab und war danach zwischen 1912 und 1917 als Rechtsanwalt in Rovaniemi tätig. Zwischenzeitlich erwarb er 1915 einen Magister der Rechte (Varatuomari) und war zwischen 1917 und 1918 Richter am Gericht von Kemi, ehe er zwischen 1919 und 1934 als Rechtsanwalt eine Anwaltskanzlei in Oulu betrieb.
Bei den Wahlen 1929 wurde er als Kandidat der Nationalen Sammlungspartei (Kansallinen Kokoomus) erstmals zum Mitglied des Reichstages gewählt und vertrat in diesem vom 1. August 1929 bis zum 20. Oktober 1930 den Wahlkreis Oulu Nord. 1934 wurde er zum Richter an das für die Provinz Lappland zuständige Gericht (Tuomiokunta) in Kittilä berufen und war dort bis 1938 tätig. Zwischenzeitlich übernahm er am 18. März 1937 im dritten Kabinett von Ministerpräsident Aimo Kaarlo Cajander das Amt des Justizministers (Oikeusministeri), das er bis zu seiner Ablösung durch A. E. Rautavaara am 11. Januar 1938 bekleidete. Im Anschluss war er zwischen 1938 und 1942 zunächst als Richter für den Gerichtsbezirk Piippola am Gericht von Haapajärvi und danach von 1942 bis 1956 Richter am Gericht in Oulu, wo er für den Gerichtsbezirk Ii verantwortlich war.
Bei der Wahl 1945 wurde Ahmavaara für die Kok wieder zum Mitglied des Reichstages gewählt, in dem er nunmehr vom 6. April 1945 bis zum 28. März 1945 die Interessen des Wahlkreises Oulu vertrat. Während dieser Zeit fungierte er zwischen 1945 und 1953 als Vorsitzender des Reichstagsausschusses für Verfassungsrecht und gehörte sowohl 1950 als auch 1956 als Mitglied dem Gremium zur Wahl des Präsidenten der Republik Finnland an.
Ahmavaara war seit 1912 mit Jenni Margareta Päkkilä verheiratet. Aus dieser Ehe gingen der Jurist und Ministerialbeamte Eero Ahmavaara, der mit der Journalistin Anna-Liisa Rekola verheiratet war, sowie Yrjö Ahmavaara hervor, der als Professor für theoretische Physik an der Universität Turku sowie als Professor für Mathematik und sozialwissenschaftliche Methodik an der Universität Tampere lehrte und 1979 Mitglied der Finnischen Akademie der Wissenschaften wurde.